# АЭС Лунгмень
АЭС Лунгмень (кит. 龍門核能發電廠) — строящаяся атомная электростанция в Тайване.
Станция расположена на севере острова в агломерации Нью-Тайбэй в 45 км на восток от столицы страны Тайбэя недалеко от АЭС Куошен.
Строительство АЭС Лунгмень началось в 1997 году. Были заложены два энергоблока c улучшенными кипящими водяными реакторами типа ABWR, мощностью 1350 МВт каждый. Таким образом, общая мощность АЭС Лунгмень должна была составить 2700 МВт, что сделало бы её крупнейшей в Тайване, опередив станцию Куошен.
Первоначально планировалось запустить АЭС Лунгмень в 2009 году – первый энергоблок, в 2010 – второй энергоблок.  Однако постоянные задержки при строительстве, а также, усилившиеся после аварии на японской Фукусиме-1, меры безопасности откладывали дату окончания стройки. По подсчетам независимых наблюдателей, итоговая стоимость двух блоков окажется не менее 300 миллиардов тайваньских долларов. Ряд СМИ утверждал, что четвёртая АЭС на Тайване окажется наиболее дорогой атомной станцией в мире, но компания Taiwan Power Company опровергала заявления, отмечая, что капитальные затраты на новые блоки в США превышают тайваньские показатели.
В 2014 году первый энергоблок уже был готов к пуску. В апреле 2014 года первый энергоблок АЭС был законсервирован, а на втором было остановлено строительство.
Жители Тайваня собрали в 2014 году более 120 000 подписей за проведение национального референдума о строительстве и запуске АЭС Лунгмень. Референдум был запланирован на 2017 год, но, после смены правительства в 2016 году, было принято решение о постепенном отказе от атомной энергетики на Тайване. Таким образом, оба блока не будут введены в эксплуатацию. Поставленное, но не загруженное в реакторы ядерное топливо постепенно отправляется назад в США.

## Информация об энергоблоках
| Энергоблок | Тип реакторов | Мощность | Мощность | Начало строительства | Физпуск | Подключение к сети | Ввод в эксплуатацию | Закрытие |
| Энергоблок | Тип реакторов | Чистый   | Брутто   | Начало строительства | Физпуск | Подключение к сети | Ввод в эксплуатацию | Закрытие |
| ---------- | ------------- | -------- | -------- | -------------------- | ------- | ------------------ | ------------------- | -------- |
| Лунгмень-1 | BWR, ABWR     | 1300 МВт | 1350 МВт | 31.03.1999           | —       | —                  | —                   | —        |
| Лунгмень-2 | BWR, ABWR     | 1300 МВт | 1350 МВт | 30.08.1999           | —       | —                  | —                   | —        |